# Maja Rosko
Maja Rosko (* 23. März 1992 in Zagreb) ist eine kroatische Beachvolleyballspielerin. Sie spielte von 2014 bis 2018 auf der FIVB World Tour und ist Gründungsmitglied des ersten professionellen Beach-Volleyball-Verein Berlins, den Hauptstadt Beachern.

## Karriere
Als Beachvolleyballerin ist Rosko seit 2010 aktiv. Gleich in ihrem ersten Jahr wurde sie zur Junioren Beach-Volleyball Nationalspielerin Kroatiens berufen. Bei den U18-Europameisterschaften in Catania/Italien belegte sie auf Anhieb einen Platz in den Top Ten und belegte den neunten Platz. Zwei Jahre später kam sie nicht ganz an das Ergebnis aus 2010 heran und erreichte bei den U23-Europameisterschaften in Assen/Niederlande Platz 19. Nach dem Ausscheiden aus dem Juniorenalter wurde sie sofort in die Kroatische Nationalmannschaft aufgenommen. Ab 2014 spielt Rosko durchgängig auf der FIVB World Tour. Bei ihrem Heimturnier in Poreč schaffte sie von 2015 bis 2017 jeweils den Einzug ins Hauptfeld und wurde dort 25.
Rosko lebt seit 2016 in Berlin, um dort unter professionelleren Bedingungen trainieren zu können. 2017 gründete sie den ersten professionellen Beach-Volleyball-Verein Berlins, die Hauptstadt Beacher, um ihr Trainingsumfeld weiter zu optimieren. Seitdem spielt sie auch mit verschiedenen Partnerinnen auf deutschen Turnieren.